# 山中站
山中站（日语：／ Yamanaka eki */?）是位於石川縣江沼郡山中町本町（現時：加賀市山中溫泉本町），北陸鐵道山中線的鐵路車站（廢站）。

## 概要
車站位於山中溫泉的溫泉街入口位置。

## 歷史
- 1899年（明治32年）10月8日：山中馬車鐵道開設此車站[1]。
- 1913年（大正2年）11月16日：山中馬車鐵道轉讓給溫泉電軌。
- 1931年（昭和6年）5月7日：發生山中大火（日语：山中大火），使站舍被燒毀。
- 1943年（昭和18年）10月13日：合併後成為北陸鐵道車站。
- 1957年（昭和32年）7月7日：車站櫃臺開始販賣國鐵急行票。
- 1971年（昭和46年）7月11日：加南線全線廢除，此站也被廢除[1]。

## 車站構造
第一代站舍在1931年（昭和6年）因火災而被燒毀。後來重建的第二代站舍是一座木製建築物，屋頂採用歇山頂式。此站設有1面1線的單式月台和3條側線。站內還有貨棚。在廢站前一刻，站內只剩下一座1面1線的月台。

## 現狀
在加南線廢除後，站舍仍然保在並被用作巴士候車室。在1977年（昭和52年），該處建設山中巴士總站。當時在該候車室內設有土產店和喫茶處。後來候車室（即舊站舍）被重建為一座較小規模的建築物，該處內部只有候車處和售票處。其餘用地大部分被賣掉，該被賣掉的用地開設了超級市場。

## 相鄰車站
北陸鐵道
山中線
山中－新塚谷

## 注腳
1. 1 2  今尾惠介. . 日本: 新潮社. 2008年10月18日: 27. ISBN 9784107900241.
2. ↑  （牧野和人著，Alpha Beta Books 2020年3月5日第1版）81頁

## 相關項目
- 日本鐵路車站列表 Ya